# Galtara extensa
Galtara extensa là một loài bướm đêm thuộc phân họ Arctiinae, họ Erebidae.